# 黃斐瑜
黃斐瑜（1974年8月29日—），臺灣新聞界人物，曾任TVBS新聞台主播。現任TVBS《金臨天下》主持人。

## 學歷
- 世新大學口語傳播學系
- 美國紐約理工學院傳播藝術碩士

## 經歷
- 非凡新聞台記者、主播。
- 東森財經新聞台主播。
- TVBS《午間新聞（創富新聞）》、財經主播（2011年4月11日～2018年5月3日）。
- TVBS《地球黃金線》節目主持人（2011年11月－2013年5月）。
- TVBS新聞台主播（2016年～2022年）。
- TVBS《財經大白話．金錢戰隊》節目主持人（2022年6月25日～2022年8月1日）。
- TVBS《金臨天下》節目主持人（2022年8月8日-至今）。

## 主播過去或主持過的節目
| 時間                        | 頻道           | 節目                         | 備註     |
| 2004年2月－2007年5月        | 非凡新聞台     |                              | 主播     |
| 2007年7月－2011年4月        | 東森財經新聞台 |                              | 主播     |
| 2011年4月11日待查           | TVBS           |                              | 財經主播 |
| 2011年8月1日－待查          | TVBS           | 《TVBS創富新聞》             | 主播     |
| 2011年8月1日－2012年2月     | TVBS           | 《TVBS創富報導》             | 主播     |
| 2011年8月1日－2019年5月3日  | TVBS           | 《TVBS午間新聞（創富新聞）》 | 主播     |
| 2011年11月－2013年5月       | TVBS           | 《地球黃金線》               | 主持人   |
| 2016年～2022年              | TVBS新聞台     | 《整點新聞》                 | 主播     |
| 2022年6月25日～2022年8月1日 | TVBS           | 《財經大白話．金錢戰隊》     | 主持人   |
| 2022年8月8日～至今          | TVBS           | 《金臨天下》                 | 主持人   |

## 外部連結
- TVBS官方網站黃斐瑜（页面存档备份，存于）簡介（原链接已删除）